# Établissements Tilkin-Mention
Les Établissements Tilkin-Mention sont fondés en Belgique à Liège en 1863, d'une association entre messieurs Tilkin, serrurier et Mention, entrepreneur. En 1883, la société est reprise par un successeur qui fonde les Ateliers de construction et chantier naval de L. d'Andriessens et Cie..
L'usine était située dans le quartier de Longdoz  à Liège.

## La production
- locomotives à vapeur entre 1871 et 1878, 50 unités produites,
  - Société anonyme du Tramway à Vapeur de Rueil à Marly-le-Roi , 2 unités livrées en 1877,
- machines marines pour dragues flottantes,
- canots à vapeur,
- machines fixes.